# Injong (Goryeo)
König Injong (koreanisch 인종) (* 29. Oktober 1109 in Kaesŏng, Königreich Goryeo; † 10. April 1146 in Kaesŏng, Goryeo) war während seiner Regierungszeit von 1122 bis 1146 der 17. König des Goryeo-Reiches und der Goryeo-Dynastie (고려왕조) (918–1392).

## Leben
Injong war der erstgeborene Sohn von König Yejong (예종) und seiner Frau Königin Sundeok (순덕}), die dem Incheon Lee Clan entstammte. Zu seiner Geburt bekam Injong den Namen Wang Hae (왕해) verliehen, wurde im Jahr 1115 zum Kronprinzen ernannt und folgte seinem Vater nach dessen Tod im Mai 1122 auf den Thron. König Injong war mit vier Frauen verheiratet. Aus seiner dritten Ehe mit Königin Gyongye (공예), die dem Jangheung Im Clan entstammte, gingen fünf Söhne und zwei Töchter hervor. Von den Söhnen wurden drei von ihnen später selbst König des Goryeo-Reiches und dies in der Reihenfolge als König Uijong (의종), König Myeongjong (명종) und König Sinjong (신종). Alle anderen Ehen blieben kinderlos.
König Injong, ebenso wie sein Vater König Injong, wurden von dem Politiker, Historiker und konfuzianischen Gelehrten Kim Bu-sik (1075–1151) (김부식) in Konfuzianismus gelehrt. Er verfasste auch mit den Yejong Sillok (예종실록) und Injong Sillok (인종실록), die Annalen der beiden Könige. Während der Zeit der Goryeo-Dynastie wurde der Daoismus in den Buddhismus integriert. Einer der Protegés der aus China stammenden Philosophie und Weltanschauung war König Injong, der damit der Linie seines Vaters folgte. Er ging sogar so weit, dass er den Daoismus zur Staatsreligion machen wollte.
Im Bereich der Bildung folgte König Injong seinem Vater König Yejong, entwickelte die sechs von ihm gegründeten Schulen weiter und schuf basierend auf den Akademien der Hauptstadt, Schulen in den ländlichen Gebieten, um dort die Jugend zu bilden. Die Strategie, die dahinter stand war, fähige Leute vom Land in die zentrale bürokratische Struktur des Reiches einzubinden und sie so zu Mitgliedern der aristokratischen Gesellschaft der Hauptstadt zu machen.
Doch innerhalb der aristokratischen Gesellschaft entstand während Injongs Regierungszeit Streit um Land, Macht und Einfluss. Einer der Hauptakteure in diesem Machtspiel war Yi Ja-gyeom (이자겸), der der Vater seiner Mutter, Königin Sundeok (순덕}) war. Er sorgte dafür, dass sein Familienklan an Einfluss am Hofe gewann, setzte sich dafür ein, dass Injong nach dem Tod seines Vaters König wurde und ließ zwei seiner Töchter mit ihm verheiraten, Prinzessin Seungdeok (승덕) und Prinzessin Heunggyeong (흥경). Auch dehnte Yi Ja-gyeom illegal seinen Landbesitz aus und als König Injong seine Pläne zur Machtentfaltung durchkreuzen wollte, wurden viele von Injongs Unterstützern im Jahr 1126 am Hofe ermordet und er selbst in Gefahr. Ein Jahr später konnte der Einfluss von Yi Ja-gyeom und seinem Familienklan durch oppositionelle Kräfte und durch Cheok Jun-gyeong (척준경), der selbst zuvor an der Rebellion gegen den König beteiligt war, gestoppt werden.
Die nächste Rebellion gegen König Injong wurde durch den Mönch Myocheong (묘청) und die Gelehrten Jeong Ji-sang (정지상) und Baek Su-han (백수한) angezettelt. Sie drängten König Injong die Hauptstadt des Reiches aus geomantischen Gründen nach Pjöngjang (평양) zu verlegen und dort im Jahr 1129 einen Palast zu errichten. Auch drängten sie ihn sich den Titel Kaiser von Goryeo zu vergeben, um sich den chinesischen Dynastien als gleichwertige zu zeigen. Als König Injong sich dem widersetzte, rief der Mönch Myocheong in Pjöngjang sein eigenes Königreich aus und suchte die militärische Konfrontation mit der Armee von König Injong. Angeführt von Kim Bu-sik (김부식) schlug die Armee König Injongs im Jahr 1136 die Rebellion nieder und tötete die drei Anführer.
König Injong verstarb im Jahr 1146. Seine Grabstätte ist nicht bekannt.